# James Oakes
Pour les articles homonymes, voir Oakes.
James Oakes est un général de brigade américain. Il est né le 4 avril 1826 à Limestoneville, en Pennsylvanie, et est mort le 27 novembre 1910 à Washington, dans le district de Columbia. Il est inhumé au Arlington National Cemetery à Arlington, en Virginie. Il a épousé le 11 novembre 1854 Maria de Beelen.

## Avant la guerre
James Oakes sort diplômé de West Point en 1846 et est affecté comme sous-lieutenant temporaire au 2d régiment de Dragons et sert lors de la guerre américano-mexicaine, notamment au siège de Veracruz du 9 au 29 mars 1847.
Le 25 mars 1847, il est promu lieutenant pour conduite courageuse et méritante.
Il est fait sous-lieutenant de manière définitive au 2d régiment de Dragons et participe à la bataille de Molino del Rey le 8 septembre 1847 au cours de laquelle il sera fait capitaine.
De 1847 à 1861, il reste sur la frontière mexicaine et participe aux différentes opérations au cours desquelles il sera blessé deux fois, et accède au grade de lieutenant dans le 1er régiment de dragons, le 30 juin 1851, et capitaine dans le 2d régiment de cavalerie U.S. le 3 mars 1855.

## Guerre de Sécession
Le 6 avril 1861, il est promu commandant dans le nouveau 2e régiment de cavalerie U.S.
Le 17 mai 1861, il est pressenti pour le rang de général de brigade dans les US Volunteers, ce qu'il refuse. Le 3 août 1861, il est transféré et prend le commandement du 5e régiment de cavalerie U.S. qui défend Washington de septembre 1861 à janvier 1862.
Il est promu au grade de lieutenant-colonel dans le 4e régiment de cavalerie U.S. et participe à la campagne du Tennessee et du Mississippi de février à juin 1862, à la tête d'un régiment de l'armée de l'Ohio. Il sert lors de la bataille de Shiloh et du siège de Corinth, en mai 1862.
Du 11 octobre 1862 au 29 avril 1863, il est marshall adjoint à Springfield pour l'État de l'Illinois. Du 29 avril 1863 au 30 septembre 1866, il est directeur du service de recrutement volontaire.
De 1862 à la fin de la guerre, il commande le bureau des Affranchis dans le district d'Austin au Texas, et de 1867 à 1869, à la frontière nord du Texas et du Kansas. Entre-temps, il est fait colonel du 6e régiment de cavalerie U.S. le 31 juillet 1866 et avait été également promu colonel et général de brigade en 1865 pour les services de recrutement de l'armée des États-Unis.

## Après la guerre
Il se retire le 29 avril 1879 et s'installe à Washington où il décède le 27 novembre 1910 d'une crise cardiaque.